# Дзял (Горлицкий повет)
Дзял (пол. Dział) — село в Польше в гмине Беч Горлицкого повета Малопольского воеводства. Деревня входит в состав солецтва Грудна-Кемпска.

## География
Село находится в 3 км от административного центра гмины города Беч, 14 км от административного центра повета города Горлице и 105 км от центра воеводства города Краков.

## История
C 1975 по 1998 год село входило в Кросненское воеводство.